# Joel-Peter Witkin
Cet article possède un paronyme, voir Vitkine.
Joel-Peter Witkin, né le 13 septembre 1939 à Brooklyn, New York, est un photographe plasticien américain. Il vit et travaille à Albuquerque (Nouveau-Mexique).

## Biographie
Né à Brooklyn de père juif et de mère catholique, Witkin est témoin à l'âge de six ans d'un accident de voiture qui va marquer son univers photographique : la tête coupée d'une petite fille roule à ses pieds.
Dès l'âge de 16 ans, Witkin prend en photo des personnes au physique hors-normes.
Il commence à exposer en 1969.
Il étudie la sculpture et obtient une licence de beaux-arts en 1974.
Après son installation à Albuquerque, il fait une thèse sur la photographie et enseigne à l'université.

## L'œuvre
Witkin est fasciné par les êtres aux caractéristiques physiques étranges, difformes et singulières, qu'il recrute par petites annonces pour créer ses photos. Celles-ci sont des mises en scène soignées de portraits de personnes mêlées à des objets dans un assemblage baroque et hétéroclite. Les photos sont souvent retravaillées (griffures sur le négatif, traitements chimiques, maculage, etc.). Witkin crée une ambiance qui renforce l'aspect morbide des sujets et la poésie de la prise de vue.
Pour l'exposition de la BnF en 2012, les photographies sont ainsi confrontées à des estampes anciennes (issues du même département des Estampes et de la Photographie de la Bibliothèque nationale de France) autour des thèmes du corps, du nu, de la mort et de l'étrange.

### Prix et distinctions

#### Prix (sélection)
- 1974 : CAPS Grant in Photography, New York
- 1978 : Ford Foundation Grant
- 1977 : Ford Foundation Grant
- 1982 : National Endowment for the Arts, Photography Fellowship
- 1984 : National Endowment for the Arts, Photography Fellowship
- 1986 : National Edowment for the Arts, Photography Fellowship — Maine Photographic Book Competition, Book of the Year (Twelvetrees Press Monograph)
- 1988 : International Center of Photography Award — The Cooper Union Distinguished Alumni Citation
- 1992 : National Endowment for the Arts, Photography Fellowship
- 1996 : The Augustus Saint Gardens Medal, the Cooper Union

#### Décoration
- 1999 : chevalier dans l'ordre des Arts et des Lettres[5]

## Publications (sélection)
- Joel-Peter Witkin: Forty Photographs, San Francisco Museum of Modern Art, Californie, 1985
- Masterpieces of Medical Photography, Twelve Tree Press, Santa Fe, Nouveau Mexique, 1987
- Joel-Peter Witkin, Centro de Arte Reina Sofía, Madrid, Espagne, 1988
- Joel-Peter Witkin, Palais de Tokyo, Paris, France, 1989
- Patrick Roegiers, « Joel-Peter Witkin », dans Neuf entretiens avec des photographes, Paris Audiovisuel, 1989
- Witkin, Baudoin Lebon, Paris, France, 1991
- Joel-Peter Witkin, Photo-Poche, volume 49, publié par le Centre national de la photographie, Paris, France, 1991
- Gods of Hearth and Heaven, Twelve Tree Press, Pasadena, Californie, 1991
- Harms Way, Twelve Tree Press, Santa Fe, Nouveau Mexique, 1994
- Joel-Peter Witkin, A Retrospective (monographie), Scalo/D.A.P., New York, 1995
- The Bone House, Twins Palms Publishers, Nouveau Mexique, 1998
- Joel-Peter Witkin, œuvres récentes 1999-2000, Baudoin Lebon, Paris, 2000
- Les Relations de Monsieur Wiertz : Wiertz-Witkin, un tête à tête surprenant, Somogy, Paris, 2007 ; Service de la culture de la province de Namur, 2007